# Slovaquie au Concours Eurovision de la chanson 2011
La Slovaquie a participé au Concours Eurovision de la chanson 2011 à Düsseldorf.

## Participation
Après avoir d'abord annoncé son désistement en décembre 2010, la Slovaquie s'est finalement inscrite au concours 2011 avant la date butoir du 25 décembre. On apprend le 7 janvier 2011, après une prolongation du délai d'annonce des participants définitifs, que la Slovaquie ne souhaite à nouveau plus participer au concours en 2011, en raison de la fusion des services de radio et de télévision de la STV, entraînant des coupes budgétaires. Le 17 janvier 2011, nouveau retournement, la Slovaquie annonce sa participation au concours 2011, préférant payer les frais de participation que les taxes prévues en cas de désistement de dernière minute.

## À l'Eurovision
La Slovaquie a concouru dans la seconde demi-finale, le 12 mai.